# 刘庄 (作曲家)
刘庄（1932年10月24日—2011年6月30日）是一位中国作曲家。

## 生平
1932年出生于上海，毕业于杭州教会学校弘道女中，1950年考入上海音乐学院作曲系，师从丁善德、桑桐、邓尔敬。1958年留校任教，1960年加入中央音乐学院作曲系任教。1969年联合多人完成《黄河钢琴协奏曲》。1989年至2003年担任雪城大学艺术学院作曲教授。
2011年6月30日在北京空军总医院逝世，享年78岁。

## 作品
- 昆仑山上一棵草，1962年，作曲
- 小兵张嘎，1963年，作曲
- 张灯结彩 ，1982年，作曲
- 边城，1984年，作曲
- 月牙儿，1986年，作曲